# Erich Voigt
Erich Voigt (* 25. Februar 1905 in Halle (Saale); † 1962) war ein deutscher kommunistischer Widerstandskämpfer gegen den Nationalsozialismus, Häftling im KZ Lichtenburg und im KZ Buchenwald und Mitarbeiter des Ministeriums des Innern der DDR.

## Leben
Voigt entstammte einer Hallenser Arbeiterfamilie. Nach dem Ersten Weltkrieg trat er in die Kommunistische Partei Deutschlands (KPD) ein und engagierte sich gegen den aufkommenden  Nationalsozialismus. Nach der Machtübertragung an die NSDAP wurde er in „Schutzhaft“ genommen und in das KZ Lichtenburg eingeliefert. 1938 wurde er in das KZ Buchenwald überstellt und erhielt die Häftlingsnummer 2729. Er wurde dem Arbeitskommando „Häftlingsküche“ zugeteilt und als Kapo eingesetzt. Dort beteiligte er sich am Häftlingswiderstand. So riskierte er es manchmal, dem Arbeitskommando „Häftlingsschreibstube“ eine reichlichere Mittagsverpflegung zukommen zu lassen. Er organisierte auch die Hilfe bei der Verpflegung der sowjetischen Kriegsgefangenen, die nur Hungerrationen erhielten.
Als die NS-Herrschaft beseitigt war, wurde Voigt bei den neu gebildeten Polizeiorganen tätig, trat in die Sozialistische Einheitspartei Deutschlands (SED) ein und arbeitete im Innenministerium der DDR. Er beteiligte sich auch an der erinnerungspolitischen Tätigkeit der befreiten Häftlinge, indem er seine Erfahrungen aus der Lagerzeit veröffentlichte. Er schrieb 1957 einen Bericht „Lebensmittel durch den Stacheldraht“, wonach er mit Kameraden Zusatznahrung in das Lager der sowjetischen Kriegsgefangenen schmuggelte. 1958 verfasste er einen Bericht „Die SS bereicherte sich an der Häftlingsverpflegung“.